# Юлиян Антонов
Юлиян Щилянов Антонов е български преводач от английски език и библиотекар.

## Биография
Роден е на 19 юли 1955 г. Работи в Националната библиотека „Св. св. Кирил и Методий“. Умира на 29 юли 2019 г. в София.

### Преводи
- Рудолф Щайнер, „Теософия“. Превод от английски Юлиян Антонов. Плевен: Евразия-Абагар, 1991, 148 с.
- Марион Уейнстейн, „Земна магия: Книга на сенките, посветена на богинята Диана“. Превод от английски Юлиян Антонов. София: Силует 33, 1995.
- Паул Тилих, „Мъжеството да бъдеш“. Превод от английски Юлиян Антонов. София: Славика, 1995, 206 с.
- Дорийн Валиенте, „Вещици от бъдещето“. Превод от английски Юлиян Антонов. София: Златорогъ, 1998.
- „Сияйната пирамида: Девет разказа за паранормалното“. Превод от английски Юлиян Антонов. София: Златорогъ, 1999.
- Алън Уотс, „Мит и религия“. Превод от английски Юлиян Антонов. София: ЛИК, 2000.
- Алън Уотс, „Културата на контракултурата“. Превод от английски Юлиян Антонов. София: ЛИК, 2001.
- Джон Пъркинс, „Психонавигация: Техники за пътуване извън времето“. Превод от английски Юлиян Антонов. София: ЛИК, 2001.
- Питър Луис, „Митове и легенди за бойните изкуства“. Превод от английски Юлиян Антонов. София: ЛИК, 2001.
- Кен Уилбър, „Без граници“. Превод от английски Юлиян Антонов. София: ЛИК, 2002.
- Терънс Маккена, „Храната на боговете. Радикална история на растенията, дрогите и човешката еволюция“. Превод от английски Юлиян Антонов. София: Гносис, 2003.
- Терънс Маккена, „Истински халюцинации“. Превод от английски Юлиян Антонов. София: ЛИК, 2003.
- Джон Кабат-Зин, „Където и да идеш, ти си там: Медитацията в твоя всекидневен живот“. Превод от английски Юлиян Антонов. София: Изток-Запад, 2004, 288 с. ISBN 954-321-021-7
- Т. Харв Екър, „Мисли като милионер и ще станеш милионер“. Превод от английски Юлиян Антонов. София: Изток-Запад, 2006. ISBN 978-954-321-207-1
- Джаред Даймънд, „Пушки, вируси и стомана: Какво определя съдбините на човешките общества“. Превод от английски Юлиян Антонов. София: ИК „Изток-Запад“, 2006, 624 с. (ISBN 954-321-262-7)
- Джаред Даймънд, „Колапсът: Човешките общества между успеха и провала“. Превод от английски Юлиян Антонов. София: Изток-Запад, 2007, 776 с. (ISBN 978-954-321-347-4).[1]
- Ричард Докинс, „Делюзията Бог“. Превод от английски Юлиян Антонов. София: Изток-Запад, 2008, 492 с. ISBN 978-954-321-421-1[2]
- „Джобна енциклопедия на поверията“. Превод от английски Юлиян Антонов. София: Изток-Запад, 2009. ISBN 978-954-321-625-3
- Даниел Голман, „Новата социална интелигентност“. Превод от английски Юлиян Антонов. София: Изток-Запад, 2010.
- Бърнард Луис, „Асасините“. Превод от английски Юлиян Антонов. София: Изток-Запад, 2011, 198 с. ISBN 978-954-321-827-1
- Робърт Грейвс, „Бялата богиня“. Изследване. Превод от английски Юлиян Антонов. Превод на стиховете Кристин Димитрова. София: Изток-Запад, 2011, 792 с.[3]
- Майкъл Полан, „Правилата на храната“. Превод от английски Юлиян Антонов. София: Изток-Запад, 2011. ISBN 978-954-321-816-5[4][5]
- Сюзън Зонтаг, „За фотографията“. Превод от английски Христина Кочемидова, Юлиян Антонов. София: Изток-Запад, 2013, 224 с.[6]
- Карън Армстронг, „Историята на Бог“. Превод от английски Юлиян Антонов. София: Изток-Запад, 2013.
- Моше Фелденкрайс, „Осъзнаване чрез движение“. Превод от английски Юлиян Антонов. София: Изток-Запад, 2013.
- Алън Уотс, „Дао на водата“. Превод от английски Юлиян Антонов. София: Изток-Запад, 2014. ISBN 978-619-152-508-9[7]
- Евгения Завадска, „Шътао и неговите беседи за живописта“. Превод от руски Юлиян Антонов. София: Изток-Запад, 2014. ISBN 978-619-152-387-0[8][9]
- Сюзън Зонтаг, „Да гледаш болката на другите“. Превод от английски Юлиян Антонов. София: Изток-Запад, 2015. ISBN 978-619-152-589-8[10][11]
- Майкъл Пилсбъри, „Стогодишният маратон: Тайната стратегия на Китай за изместването на Америка като световна суперсила“. Превод от английски Юлиян Антонов. София: Изток-Запад, 2015. ISBN 978-619-152-672-7[12]
- Йе Лан и Джу Лянджъ, „Срещи с китайската култура“. Превод от английски Юлиян Антонов. София: Изток-Запад, 2017, 296 с.
- Ерик Блументал, „Да разбираш и да бъдеш разбиран: практическо ръководство за успешни взаимоотношения“. Превод от английски Юлиян Антонов. София: Изток-Запад, 2017. ISBN 978-619-01-0143-7
- Филип Капло, „Трите стълба на дзен (ново непроменено издание)“. Превод от английски Юлиян Антонов. София: Изток-Запад, 2020. ISBN 978-619-01-0639-5[13]

## Признание и награди
- През 2015 г. става носител на годишната награда на Съюза на преводачите в България в раздел „Награда за ярки постижения в областта на превода на хуманитаристика“ за превода на „Да гледаш болката на другите“ на Сюзън Зонтаг.[14][15][16]